# Quercus convexa
Quercus convexa — викопний вид дуба. Датується міоценом. Знайдений у Каліфорнії й Айдахо.